# Viktóriya Nikíshina
Viktóriya Alexándrovna Nikíshina –en ruso, Виктория Александровна Никишина– (Moscú, 9 de septiembre de 1984) es una deportista rusa que compitió en esgrima, especialista en la modalidad de florete.
Participó en los Juegos Olímpicos de Pekín, obteniendo una medalla de oro en la prueba por equipos (junto con Yevgueniya Lamonova, Aida Shanayeva y Svetlana Boiko).
Ganó una medalla de plata en el Campeonato Mundial de Esgrima de 2003 y seis medallas en el Campeonato Europeo de Esgrima entre los años 2002 y 2008.

## Palmarés internacional
| Juegos Olímpicos   | Juegos Olímpicos       | Juegos Olímpicos  | Juegos Olímpicos    |
| Año                | Lugar                  | Medalla           | Prueba              |
| ------------------ | ---------------------- | ----------------- | ------------------- |
| 2008               | Pekín (China)          | Medalla de oro    | Florete por equipos |
| Campeonato Mundial |                        |                   |                     |
| Año                | Lugar                  | Medalla           | Prueba              |
| 2003               | La Habana (Cuba)       | Medalla de plata  | Florete por equipos |
| Campeonato Europeo |                        |                   |                     |
| Año                | Lugar                  | Medalla           | Prueba              |
| 2002               | Moscú (Rusia)          | Medalla de bronce | Florete por equipos |
| 2003               | Bourges (Francia)      | Medalla de bronce | Florete por equipos |
| 2004               | Copenhague (Dinamarca) | Medalla de plata  | Florete por equipos |
| 2005               | Zalaegerszeg (Hungría) | Medalla de plata  | Florete por equipos |
| 2005               | Zalaegerszeg (Hungría) | Medalla de bronce | Florete individual  |
| 2008               | Kiev (Ucrania)         | Medalla de oro    | Florete por equipos |